# Jem'Hadar
I Jem'Hadar sono una specie umanoide senziente dell'universo fantascientifico di Star Trek. Compaiono nelle serie televisive Star Trek: Deep Space Nine, dalla seconda alla settima stagione, e nella serie Star Trek: Voyager, nel doppio episodio In carne e ossa (prima parte)/In carne e ossa (seconda parte).
Sono i soldati del Dominio, sotto il comando dei Vorta e al servizio dei Fondatori. Così come i Vorta, sono anch'essi stati creati grazie alla bioingegneria, per servire gli scopi del Fondatori, essendo a essi e ai Vorta assoggettati per istinto.

## Storia
Frutto dell'avanzata ingegneria genetica dei Fondatori, ogni soldato Jem'Hadar diviene in grado di combattere dopo appena tre giorni dalla gestazione in una sorta di incubatrice e possiede l'abilità di occultarsi come un camaleonte. Come i Vorta, la loro lealtà assoluta nei confronti dei Fondatori è geneticamente scritta in loro.
Per tutelarsi da eventuali ribellioni i Fondatori hanno progettato i Jem'Hadar con alcuni precisi limiti: prima di tutto non hanno la capacità di riprodursi autonomamente (manca il sesso femminile) e in più sono fisicamente dipendenti da una droga sintetica detta ketracel bianco, la cui erogazione è controllata direttamente dal Dominio.
Per l'invasione del Quadrante Alfa è stato creato un nuovo ceppo di Jem'Hadar, più abile contro le strategie della Flotta Stellare. Prima di andare in battaglia, i Jem'Hadar praticano un rito in cui recitano «Io sono morto. Adesso, noi tutti siamo morti. Ci gettiamo nella battaglia per riavere le nostre vite. Lo facciamo di buon grado perché siamo Jem'Hadar. Ricorda, la vittoria è vita.»
I Jem'Hadar sono concepiti artificialmente, quindi non esiste una separazione di sessi nella loro razza. Alcuni di loro raggiungono i 15 anni di età, nessuno è mai vissuto fino a 30 anni; a 20 anni si acquisisce il titolo di Anziano.

## Filmografia
- Star Trek: Deep Space Nine - serie TV, 36 episodi (1994-1999)
- Star Trek: Voyager - serie TV, episodi 7x09-7x10 (2000)

## Giochi

### Videogiochi
- Star Trek Online (2010)